# 流血鬼
「流血鬼」（りゅうけつき）は、藤子・F・不二雄（発表時は藤子不二雄名義）の短編漫画。
リチャード・マシスンの小説『地球最後の男』を原案としており、主人公たち以外のほとんどの人間が吸血鬼になってしまったという設定は共通だが、まったく異なる展開と結末を描いている。
1978年（昭和53年）『週刊少年サンデー』52号で初出後、1984年（昭和59年）の『藤子不二雄少年SF短編集』〈てんとう虫コミックス〉第2巻に初収録。以降、2010年現在までに7つの短編集に収録されている（#書誌情報を参照）。2001年（平成13年）には、テレビアニメ『週刊ストーリーランド』内の一編としてアニメ化されている（#アニメを参照）。また、1989年には劇団21世紀FOXで上演された北村想作の芝居『SUKOSHI FUSHIGI もの語り』（複数の藤子短編を原作とするオムニバス作品）の中で舞台化され、山口勝平などが出演した（#舞台版を参照）。2023年には『藤子・F・不二雄SF短編ドラマ』の一篇として実写ドラマ化された。

## 概要
本作では、ルーマニアから広まった謎の奇病によって、主人公たち以外の人物が吸血鬼になってしまう。主人公たちは木の杭で吸血鬼たちを殺害し、抵抗を始める。だが、実は吸血鬼たちは新たな環境に適応した新人類といえる存在であり、自分たちの仲間を増やす以外に他意は無く、主人公たちに危害を加えようとしているわけではなかった。旧人類である主人公たちは吸血鬼ら新人類を自身らに害をなす怪物とみなし、吸血鬼狩りは正義に基づく行為であると信じて疑わない。一方、吸血鬼側は主人公たちが行う吸血鬼狩りを侵略行為と非難し、残虐な殺戮者として「流血鬼」と呼ぶ。
作中でウイルスの分離に成功したリチャード・マチスン博士とそれに因んだマチスン・ウイルスという名称からも示唆されているように、本作はリチャード・マシスンの小説『吸血鬼 （地球最後の男）』の翻案であり、それに影響された藤子・F・不二雄の価値観の逆転の発想がうかがえる。最後の人類として残された主人公たちは吸血鬼たちを危険な異分子として認識し、それらの死をもって排除することもいとわない「正義の闘争」を決行する。しかし、奇病に感染したことによって吸血鬼となった新人類たちの立場から見た場合、それは少数だけが残った旧人類による単なる殺戮行為にすぎない。この二元的観点から見た善悪の境界や入り混じる価値観のギャップが、本作の特徴かつ見所となっている。

## あらすじ
日本では、「ルーマニアから発生した奇病が世界中に広まり、日本にも広まっている」という噂が広まっていた。この奇病の原因が「マチスン・ウイルス」であることが判明し、その話題は雑誌やテレビなどのメディアを通じて大々的に報じられるが、医学会では全面的に否定される。やがて、「マチスン・ウイルス」が日本にも広まり始めたある夜、吸血鬼たちがウイルスをガス状にして散布したことをきっかけに、吸血鬼たちのクーデターが始まる。たまたま親友とその兄と共に釣りに出かけていた主人公は、両親や近隣住民も吸血鬼と化した街から親友と共に小さい頃に遊んだ秘密の洞穴に逃げ込むと、木の杭と十字架で吸血鬼たちへの抵抗を始める。
自分たち以外の人間の姿がみえない絶望的な状況の中、ある日二手に分かれて散策していたところついに親友が捕まってしまう。少年は一人洞穴に逃げ戻ったが、するとそこに一人の少女が入り込んでいた。少女は少年のガールフレンドだったが、既にウイルスに感染し吸血鬼になっていたため、少年は吸血が目当てと見なして拒絶する。疑うなら自分を縛り上げてもいいという彼女の言葉に、少年は目的を問い、そして少女は吸血が目的であることを明言したが、自分たちを殺人者と見なす少年の言葉に対し、「私たちが吸血ならばあなたたちは流血鬼」だと非難の言葉を返す。そして吸血鬼の正体が、ウイルスの感染によってより強い生命力を得て進化した新人類であり、ウイルスを感染させて新人類を増やすために吸血を行っていたという驚愕の事実を明かす。それでもなお少女を拒絶し、少女の胸に杭を当て刺し殺すぞと脅すも、刺せないことを見抜かれ少年は動揺する。動揺した少年に対し、少女はついに強硬手段に打って出、縛り上げられた縄を引きちぎり凄まじい力で襲いかかった末に、ついに少年に噛み付いてしまう。
少年は自宅のベッドで目を覚ました。目に入ったのはかつて自分が杭で刺し殺した男で、彼は医者だった。彼が言うには新人類は旧人類と比較にならないほどの生命力があるという。少年の容姿はそのままながら、吸血鬼と化した人間の特徴である赤い瞳と青白い肌に変化していた。家族とも再会した少年は晴れ晴れとした気持ちで新人類の素晴らしさを受け入れ、同じく新人類と化した親友と少女と共に、明るい光りに満ちた夜空を見上げた。

## 登場人物
登場人物にはいずれも名前がつけられていない。
主人公
親友と共に洞穴に逃げ込み、吸血鬼（新人類）に抵抗する。吸血鬼に強い敵対心を持ち、寝込みを襲撃したりしているが、吸血鬼になったガールフレンドの説得によって彼らが人間（旧人類）を襲う理由を知る。
親友
主人公の友人。主人公と共に吸血鬼に抵抗する。流行当初は吸血鬼の存在を否定していた。冷静に吸血鬼について分析したり、単独で倉庫から食料を奪って来るなど、肝の据わった性格である。中盤で吸血鬼の警官に足を撃たれ、捕まってしまう。
親友の兄
上記の2人と共に車で釣りに行っていた。逃げる前に吸血鬼に首筋を噛まれてしまっており、2人を秘密の洞窟近くまで車で送ると、発病し襲うことになる前にと詳しい場所などを聞かずに別れる。
その後、吸血鬼化してしまい、主人公たちを探す一団を先導しているところを目撃される。
ガールフレンド
主人公のガールフレンド。吸血鬼化に恐怖を抱いていたが、吸血鬼化後は主人公の元を訪れ、吸血鬼になるよう説得し始める。吸血鬼になっても主人公を愛しており、手作りの弁当を持参していた。
医者
吸血鬼。名前は不明。序盤で寝込みを襲われ主人公に心臓に杭を打たれ殺害されるが、吸血鬼の強靭な生命力によって復活する。主人公が吸血鬼化したのち、彼を診察する。

## マチスン・ウイルス
本作に登場する架空のウイルス。ルーマニアから世界中へ流行していった。感染すると基礎代謝が極端に下がり、一時的に仮死状態になる。その後は回復し、肌は青白く、目は赤く変化する。それ以外の外見は変わらないが、驚異的な生命力を持つようになり、昼夜が逆転し夜が明るく見えてくる。弱点は十字架（のようにみえる図形）で、見ると不快な心理的反応を起こす。他にも日光に当たることや心臓へ杭を打ち込まれることが弱点だったが、どちらも適応によって克服している。
人間以外にも感染して同様に変化させるため、作中では「吸血犬」が登場している。

## アニメ
2001年8月16日、日本テレビ系列の「週刊ストーリーランド」枠内で放送された。
キャスト
- 良太：関智一
- 渚：桑島法子
- 渚の兄：一条和矢
- 村の男1：菅原淳一
- 村の男2：中嶋聡彦
- 村の男3：小西克幸
- 村の男4：くわはら利晃
- 村の男5：千葉一伸
- 村の女1：幸田夏穂
- 村の女2：岡本嘉子
- 村の女3：小野未喜

スタッフ
- 絵コンテ・演出：牛草健
- キャラクター：関修一
- 作画監督：丸山宏一
- 美術監督：土橋誠
- 色彩設計：宮本陽子
- 音響監督：小林克良
- 効果：横山正和
- 整音：田中章喜
- 制作：シンエイ動画

## ドラマ
藤子・F・不二雄 SF短編ドラマの1作としてドラマ化。主演は金子大地。

## 舞台版
1989年に劇団21世紀FOXによってオムニバス劇『SUKOSHI FUSHIGI もの語り』（『新宿SPACE107』と『新宿シアターサンモール』で上演）の一部として舞台化された。脚本は北村想。同年には、『藤子・F・不二雄のSukoshi Fushigiものがたり-少年SF短編集・異色短編集より』として戯曲本が発売されている。
ストーリーの大筋は原作と変わらないが、各所に細かなギャグが挟まれているなど、いくつかの相違点がある。
- 主人公に「ユメタ」（山口勝平と他劇団員のダブルキャストで演じられた）、ガールフレンドに「サユリ」と名前が付けられている。
- 親友とその兄、医師や主人公の両親の登場シーンが削られ、その代わりに「青年」（原作での親友に近い立ち位置）が登場している。
- ウイルス感染者の外見変化が「顔が真っ青に染まる」ものになり、「ウイルス感染者は不死に近い」という情報が中盤で説明されている。
- ウイルスの感染拡大についての明確な理由が語られていない。そのため、「吸血犬」の登場後に「犬に噛みついた吸血鬼がいるのか」という会話シーンが挿入されている。

## 書誌情報
以下の短編集に収録されている。特記のない限り藤子・F・不二雄名義、小学館刊。
- 藤子不二雄『藤子不二雄少年SF短編集2 ポストの中の明日』〈てんとう虫コミックス〉1984年7月25日初版発行、ISBN 4-09-140702-1
- 『藤子・F・不二雄 SF全短篇2 みどりの守り神』 中央公論社〈中公愛蔵版〉1987年3月20日初版発行、ISBN 4-12-001557-2
- 『少年SF短篇5 恋人製造法』中央公論社〈藤子不二雄ランド〉通巻243巻、1989年6月16日初版発行、ISBN 4-12-410243-7
- 『藤子・F・不二雄少年SF短編集2 絶滅の島』〈小学館コロコロ文庫〉1996年05月20日初版発行（4月26日発売[3]）、ISBN 4-09-194036-6
- 『藤子・F・不二雄SF短編PERFECT版5 メフィスト惨歌』2000年12月20日初版発行（11月24日発売[4]）、ISBN 4-09-176205-0
- 『少年SF短編1』〈藤子・F・不二雄大全集〉通巻074巻、2010年9月29日初版第一刷発行（9月24日発売[5]）、ISBN 978-4-09-143439-5、A5判
- 『藤子・F・不二雄SF短編集』〈My First BIG〉廉価版